# Maria Lemmé
Maria Lemmé, rozená Maria Schwarzkopf, rusky Mария Лемме–Шварцкопф (3. října 1880 Oděsa – 28. března 1943 Koncentrační tábor Terezín) byla malířka a grafička rakouského židovského původu, oběť holokaustu. 

## Životopis
Narodila se jako druhé ze tří dětí v rodině císařského rady Moritze Schwarzkopfa (1849-1916), rodáka z židovské rodiny v Berouně a jeho manželky Pauliny, rozené Fürthové (1854–1928) ze Sušice. Měla staršího bratra Bruna (* 1878–?) a mladší sestru Olgu, provdanou Altmannovou (1882–1911). Moritz Schwarzkopf byl obchodníkem a mimo jiné konzulem Panamské republiky v Oděse. Zemřel 2. prosince 1916 a byl pohřben na vídeňském ústředním hřbitově.

Maria Schwarzkopf se již ako dítě učila malovat. 

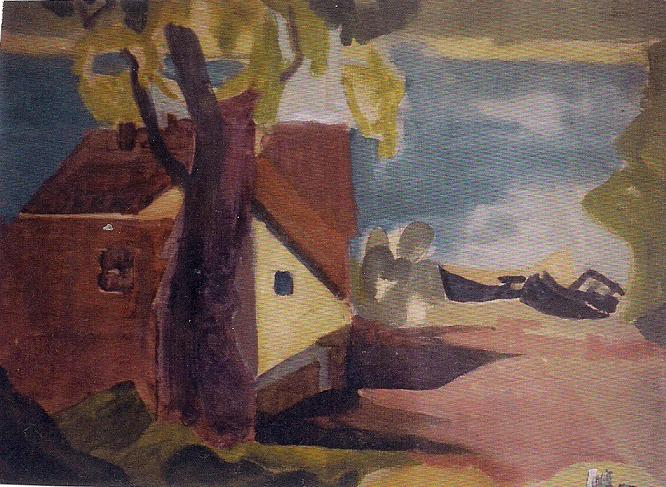
Krajina, 20.-30. léta

V roce 1900 se provdala za Karla Lemmé. Po vypunutí první světové války byli deportováni do ruského vězení na Sibiři. Tam se Maria učila modernímu malířství u malíře Schlichta. V roce 1918 emigrovali do Německa a žili ve Stuttgartu-Degerlochu. 
Maria se ve Stuttgartu stala žákyní malíře Adolfa Hölzela, který byl spoluzakladatelem vídeňské a mnichovské secese a malířské školy v Dachau. V letech 1905-1919 vyučoval na Stuttgartské akademii. Maria v roce 1933 vydala vzpomínkovou knihu „Myšlenky a učení“ s výroky Adolfa Hölzela. 
Karl Lemmé roku 1933 zemřel a Maria jako vdova bydlla v témže domě až do zatčení. S transportem č. 651 II/14 byla 11. července 1942 deportována do Mnichova a odtud byla deportována do koncentračního tábora Terezín, kde za nezjištěných okolností zemřela. Oficiálně udávané datum  úmrtí 28. březen 1943 nelze doložit úmrtním listem.

## Dílo
Maria Lemmé zůstala dlouho zapomenuta a její dílo dosud není uspořádáno ani zhodnoceno. Pět obrazů ze soukromého majetku, včetně nezvěstného autoportrétu ze sbírky Renée Bauerové v Cannes, bylo uvedeno ve výstavním katalogu obrazů žáků profesora Hölzela, vydaného roku 1961 k první výstavě Württemberského Kunstvereinu ve Stuttgartu.. 
Fragmentárně dochované obrazy ukazují na příslušnost k expresionismu berlínské a mnichovské školy, jsou to kompozice postav, krajiny nebo zátiší. Pět z nich je evidováno v galerii ve Stuttgartu.
Zřídka se obrazy Marie Lemmé objeví v aukcích. Podle nich tvořila figurální kompozice a zátiší. nebo krajiny. Údaj o třech obrazech v umělecké sbírce koncernu Mercedes-Benz-Art se nepodařilo ověřit.

## Památky
- Od roku 1987 ji připomíná označení ulice ve Stuttgartu-Hoffeldu..
- 29. dubna 2006  zasadil umělec Günter Demnig Stolperstein marii Lemmé před jejím dlouholetým bydlištěm v Ahornstraße 52.